# Pedaria insularis
Pedaria insularis là một loài bọ cánh cứng trong họ Bọ hung (Scarabaeidae).